# 屍皮
屍皮（英語：cadaveric skin），醫學上稱為屍皮或捐贈皮，是處理燒燙傷敷皮的一種，主要目的在於保護傷口、避免感染及協助傷者皮膚癒合、生成，而非一般民眾以為的皮膚移植之用。

## 用途
屍皮用於治療燒燙傷，主要是作為敷料。燒燙傷患者全身皮膚大面積燒傷時，須先以清創手術清除傷口潰爛的皮膚與組織，傷口較不嚴重部位，可先進行植皮手術；但若傷口較嚴重部位，須不斷重複敷上屍皮或人工皮，等待傷口穩定，再進行植皮手術。

## 特性
屍皮屬生物性敷料，與人工皮膚相比，密度高，保水力佳，對深度的燒傷傷口，治療效果比較好。此外，屍皮敷在傷口的時間較人工敷料長，可減少傷患換藥劇痛的次數，且屍皮有與人體皮膚有相同的膠原蛋白，能與傷口貼合，皮肉合一，可減少水分喪失與感染，加速復元，唯一的缺點就是來源少。由於屍皮為他人捐贈，約4至6週後會出現排斥反應，此時須取下屍皮，再以患者健康的皮膚進行植皮手術。